# 少女黨
《少女黨》（英語：Street Angels）是一套於1999年上映的新加坡電影，由香港歌手葉佩雯主演。

## 演員列表
- 葉佩雯
- 陳麗莎
- 傅麗安
- 廖永其
- 伍詠薇
- 余家倫
- 謝霆鋒（客串演出）

## 故事大綱
社會寫實劇，故事圍繞五個生活在新加坡的少女，成長中的一段反叛的經歷，她們年齡14至17歲，來自不同家庭背景。她們出來玩、鬧事，試圖於家庭、學校和社會中證明自己的獨立；遇到壓力，感到受期欺凌時，就一起去迪斯科打發時間，組成所謂少女黨。當她們的利益受到威脅，被逼以偷竊為生，她們決意與其他幫派展開鬥爭。

## 外部連結
- 互联网电影数据库（IMDb）上《少女黨》的资料（英文）
- 少女黨在香港影庫上的簡介